# Sean Gunn
Sean Gunn (San Luis, Misuri; 22 de mayo de 1974) es un actor y guionista estadounidense. Es conocido por su papel de Kirk Gleason en la serie de televisión Gilmore Girls y  por interpretar el personaje de Kraglin en las películas del Universo Cinematográfico Marvel; Guardianes de la Galaxia (2014), Guardianes de la Galaxia vol. 2 (2017), Guardianes de la Galaxia vol. 3 (2023) y en Avengers: Infinity War (2018).
Es el hermano del director y productor James Gunn, del actor y escritor Matt Gunn, del actor, productor y escritor Brian Gunn y primo del guionista y productor Mark Gunn.

## Biografía
Sean Gunn nació el 22 de mayo de 1974 en San Luis, estado de Misuri. Es hijo de Leota y James F. Gunn, socio y abogado de una prestigiosa firma en Misuri. 
Al igual que sus cinco hermanos asistió a la escuela secundaria St. Louis University High School de donde se graduó. Luego se graduó del prestigioso programa de actuación de la DePaul University.

## Trayectoria profesional
Gunn hizo su primera aparición en el cine en 1995 en la película Tromeo and Juliet (1996) la cual fue escrita por su hermano James Gunn. Luego fue apareciendo paulatinamente en películas como Stricken (1997), The Auteur Theory (1999) y en la comedia The Specials (2000), la cual ayudó a producir y que también fue escrita por su hermano James. 
En el año 2000 hizo su primera aparición en la serie Gilmore Girls, haciendo el papel de un instalador de cable. Luego hizo otra aparición en la misma serie, pero con otro personaje sin mucha relevancia. Fue en la segunda temporada cuando apareció por primera vez en la serie interpretando a Kirk Gleason, el personaje por el que es más conocido. Obtuvo su primer papel protagónico en la película The Man Who Invented the Moon (2003), cinta dirigida por John Cabrera, su compañero de universidad y de set en la serie Gilmore Girls. Ese mismo año participa en la serie Andy Richter Controls the Universe, interpretando a Phil, un personaje recurrente en la serie. En 2007 apareció en la serie dramática October Road en un papel recurrente. Crea junto a sus hermanos James Gunn y Brian Gunn la serie web titulada PG Porn (2008), donde parodian la industria pornográfica, junto a actrices porno reales y hace una pequeña aparición en la serie True Jackson, VP (2009).
Interpretó a Toby en la película cómica Super (2009) escrita y dirigida por su hermano James. En el año 2011 hizo pequeñas apariciones en series de televisión como The Morning After, For a Green Card y The Homes. En el 2012 hizo una aparición como él mismo en el documental televisivo Antiques Roadshow. Ese mismo año participa en un episodio de la serie Glee, interpretando a Phineas Hayes. También en el 2012 participa en la serie web H+: The Digital Series, creada y escrita por su amigo John Cabrera. Luego, interpretó el personaje de Sebastian en dos episodios de la serie Bunheads y también hace una pequeña aparición en la comedia dramática The Giant Mechanical Man. En 2014 hizo una importante aparición en la serie Bones, interpretando al Dr. Howard Fitchen. También se estrenó en el 2014 la película The Hive, donde Sean Gunn interpretó al Doctor Baker.
Interpretó a Kraglin, uno de los personajes por lo que es más conocido, en Guardianes de la Galaxia (2014), película del Universo Cinematográfico de Marvel escrita y dirigida por su hermano James Gunn; regresa con su personaje en la secuela Guardianes de la Galaxia vol. 2 (2017) y lo vuelve a interpretar en Avengers: Infinity War (2018), Thor: Love and Thunder (2022), The Guardians of the Galaxy Holiday Special (2022) y Guardians of the Galaxy Vol.3 (2023). También realizó la captura en movimiento del personaje de Rocket Raccoon, del mismo universo cinematográfico.
En el año 2016 vuelve a participar en un proyecto ligado con su hermano, esta vez fue The Belko Experiment (2016) película escrita y producida por James Gunn. Interpretó a Ted en la película Ordinary World (2016) y participó en un capítulo de la serie Superstore. Cerro el año interpretando de nuevo a su más famoso personaje, Kirk Gleason, en la serie web Gilmore Girls: A Year in the Life, la cual es una secuela de la serie Gilmore Girls.
Interpretó el papel de Weasel —La Comadreja— y Calendar Man en The Suicide Squad (2021) y retoma su papel de Weasel y también interpretará a G. I. Robot en Creature Commandos (2024).

## Filmografía

### Largometrajes
| Año  | Título                          | Personaje                                                 | Ref   |
| ---- | ------------------------------- | --------------------------------------------------------- | ----- |
| 1996 | Tromeo and Juliet               | Sammy Capuleto                                            |       |
| 1997 | Stricken                        | Guffy                                                     |       |
| 1999 | The Auteur Theory               | Tori York                                                 |       |
| 2000 | The Specials                    | Alien Orphan                                              |       |
| 2001 | Pearl Harbour                   | Marinero de tracción                                      |       |
| 2005 | Jesus, Mary and Joey            | Stevie                                                    |       |
| 2008 | Pants on Fire                   | PK                                                        |       |
| 2009 | Super                           | Toby                                                      |       |
| 2012 | The Giant Mechanical Man        | George                                                    |       |
| 2013 | Who the F Is Buddy Applebaum    | Pinto                                                     |       |
| 2014 | Guardianes de la Galaxia        | Kraglin Obfonteri                                         |       |
| 2015 | The Hive                        | Dr. Baker                                                 |       |
| 2016 | The Belko Experiment            | Marty Espenscheid                                         |       |
| 2016 | Ordinary World                  | Ted                                                       |       |
| 2016 | A Boy Called Po                 | Ben                                                       |       |
| 2017 | Guardianes de la Galaxia Vol. 2 | Kraglin Obfonteri                                         |       |
| 2018 | Avengers: Infinity War          | Rocket Raccoon (captura pantalla)                         | [ 2 ] |
| 2019 | Avengers: Endgame               | Kraglin Obfonteri                                         |       |
| 2021 | El Escuadrón Suicida            | Weasel (Comadreja) / Calendar Man                         | [ 3 ] |
| 2021 | Agnes                           | Paul Satchimo                                             |       |
| 2022 | Thor: Love and Thunder          | Kraglin Obfonteri                                         | [ 4 ] |
| 2023 | Guardianes de la Galaxia Vol. 3 | Kraglin Obfonteri Joven Rocket Raccoon (captura pantalla) | [ 5 ] |

### Cortometrajes
| Año  | Título                        | Personaje    | Ref |
| ---- | ----------------------------- | ------------ | --- |
| 2001 | Love, Sex & Murder            | El camarero  |     |
| 2003 | The Man Who Invented the Moon | Sammy Hughes |     |
| 2004 | Fish Out of Water             | Jim          |     |

### Series
| Año       | Título                             | Personaje                       | Notas                                              | Ref   |
| --------- | ---------------------------------- | ------------------------------- | -------------------------------------------------- | ----- |
| 1999      | Any Day Now                        | Empleado                        | Episodio: "A Parent's Job"                         |       |
| 1999-2000 | Angel                              | Mars / Lucas                    | 2 episodios                                        |       |
| 2000      | Brutally Normal                    | Lenny                           | 2 episodios                                        |       |
| 2000      | The Michael Richards Show          | Dennis                          | Episodio: "Simplification"                         |       |
| 2000-2007 | Gilmore Girls                      | Kirk Gleason                    | 137 episodios, principal                           |       |
| 2001      | Inside Schwartz                    | Hombre #2                       | Episodio: "Bless Me Father, for I Have Fired You"  |       |
| 2001      | DAG                                | Ryan                            | Episodio: "Prom"                                   |       |
| 2001      | 3rd Rock from the Sun              | Empleado                        | Episodio: "You Don't Know Dick"                    |       |
| 2001      | Going to California                | Joey 'Fuzz' Fucetti             | 4 episodios                                        |       |
| 2002      | Yes, Dear                          | David Scott                     | Episodio "Making Baby"                             |       |
| 2002-2003 | Andy Richter Controls the Universe | Phil                            | 3 episodios                                        |       |
| 2007-2008 | October Road                       | Rooster                         | 6 episodios                                        |       |
| 2008      | Sparky & Mikaela                   | Dude                            | Episodio piloto                                    |       |
| 2008      | Humanzee!                          | Humanzee                        | Episodio piloto                                    |       |
| 2008-2009 | PG Porn                            | Bill Scrotey                    | 8 episodios, también guionista                     |       |
| 2011      | The Homes                          | Paul                            | 1 episodio                                         |       |
| 2011      | For a Green Card                   | Andrew                          | Episodio: "What Could Possibly Go Wrong?"          |       |
| 2012      | Glee                               | Phineas Hayes                   | Episodio: "Makeover"                               |       |
| 2012-2013 | H+: The Digital Series             | Jason O'Brien                   | 9 episodios                                        |       |
| 2012-2013 | Bunheads                           | Sebastian                       | 2 episodios                                        |       |
| 2014      | Bones                              | Doctor Howard Fitch             | Episodio: "The Corpse at the Convention"           |       |
| 2016      | Superstore                         | Card Shopper                    | Episodio: "Secret Shopper"                         |       |
| 2016      | Gilmore Girls: A Year in the Life  | Kirk Gleason                    | Miniserie                                          |       |
| 2018      | Robot Chicken                      | Varias voces                    | Episodio: "Why Is It Wet?"                         |       |
| 2021      | The Rookie                         | Treasure Hunter                 | Episodio: "Poetic Justice"                         |       |
| 2021      | What if...?                        | Kraglin                         | Episodio: What If... T'Challa Became a Star-Lord?" |       |
| 2022      | The Terminal List                  | Saul Agnon                      | 1 episodio                                         |       |
| 2023      | The Good Doctor                    | Kenny                           | Episodio: "Love's Labor"                           |       |
| 2023      | The Marvelous Mrs. Maisel          | Stewart Jones                   | Episodio: "The Testi-Roastia"                      |       |
| 2024      | Creature Commandos                 | Weasel (Comadreja) / G.I. Robot | Voz, serie animada para HBO Max                    | [ 6 ] |

### Telefilmes
| Año  | Título original                                    | Personaje   |
| ---- | -------------------------------------------------- | ----------- |
| 2013 | The Education of Eddie and Mortimer                | Crrepy Carl |
| 2022 | Guardianes de la Galaxia: Especial Felices Fiestas | Kraglin     |